# عبد الله بن عقيل بن سليمان العقيل
عبد الله عقيل بن سليمان العقيل (ولد 1347 هـ/ 1928 م) من أعلام الحركة الإسلامية، مستشار قانوني سعودي، وباحث مؤرخ، وكاتب مصنِّف، اشتَهَر بكتابه "من أعلام الحركة والدعوة الإسلامية المعاصرة".

## سيرته
ولد يوم الاثنين 1347 هـ الموافق 1928م، في مدينة الزبير. عمل في التدريس، والإدارة، والوعظ، والصحافة، والاستشارات. حاصل علي الشهادة العالية من كلية الشريعة بجامعة الأزهر 1954م، مع الدراسات القانونية بمعهد الدراسات العليا بمصر. 
وهو معروف للمشتغلين بالعمل الإسلامي والدعوة إلى الله، حيث درس بالعراق، ثم رحل إلى مصر في أواخر الأربعينيات، والتحق بكلية الشريعة جامعة الأزهر الشريف، وتخرج فيها عام 1954م ثم عاد إلى السعودية ثم العراق. 
عمل مدرسًا بمدرسة النجاة الأهلية في مدينة الزبير، ثم توجه إلى الكويت وتولى العديد من الوظائف كان آخرها، مستشار وِزارة الأوقاف والشؤون الإسلامية الكويتية. ثم غادر الكويت عام 1986 ليرجع إلى السعودية حيث تولى منصب الأمين العام المساعد لرابطة العالم الإسلامي، والأمين العام للمجلس الأعلى للمساجد، ثم استقال ليتفرَّغ للبحث والكتابة.

## الوظائف السابقة
- رئيس قسم التنفيذ برئاسة المحاكم بدولة الكويت.
- مساعد مدير إدارة التنفيذ بوزارة العدل بدولة الكويت.
- المعاون الإداري للسجل العقاري بوزارة العدل بدولة الكويت.
- مدير إدارة الشؤون الإسلامية بوزارة الأوقاف والشؤون الإسلامية بدولة الكويت.
- مستشار الشؤون الإسلامية بوزارة الأوقاف والشؤون الإسلامية بدولة الكويت.
- الأمين العام المساعد لشؤون المساجد برابطة العالم الإسلامي بمكة المكرمة.

## مؤلفاته
1. من أعلام الدعوة والحركة الإسلامية المعاصرة، (3 أجزاء) دار القلم، بيروت.
2. رسالة المسجد، مركز الإعلام العربي، القاهرة.
3. صفحات من بطولات الإخوان في فلسطين، مركز الإعلام العربي، القاهرة.
4. كلمات مرتجلات في مئوية الإمام الشهيد حسن البنا، مركز الإعلام العربي، القاهرة.
5. أدب الحوار والمجادلة، مركز الإعلام العربي، القاهرة.
6. منهج الإسلام في الدعوة إلى الله، مركز الإعلام العربي، القاهرة.
7. منهج القرآن في تربية الأمة، مركز الإعلام العربي، القاهرة.
8. الإعلام وهوية الأمة، مركز الإعلام العربي، القاهرة.
9. الطريق إلى وحدة إسلامية، مركز الإعلام العربي، القاهرة.
10. الداعية يوسف العظم.. فارس الكلمة وشاعر الأقصى، مركز الإعلام العربي، القاهرة.
11. واقع الأمة وواجبات المسلمين، مركز الإعلام العربي، القاهرة.